# Зорино (Желєзногорський район)
Зорино (рос. Зорино) — присілок в Желєзногорському районі Курської області Російської Федерації.
Населення становить 13 осіб. Входить до складу муніципального утворення Андросівська сільрада.

## Історія
Населений пункт розташований на території українського етнічного та культурного краю Східна Слобожанщина.
Від 2004 року входить до складу муніципального утворення Андросівська сільрада.

## Населення
| 1853 | 1866 | 1877 | 1897 | 1926 | 1979 | 2002 |
| ---- | ---- | ---- | ---- | ---- | ---- | ---- |
| 563  | ↘538 | ↘530 | ↗690 | ↘681 | ↘85  | ↘30  |
| 2010 |      |      |      |      |      |      |
| ↘13  |      |      |      |      |      |      |